# Pedro Magugat
Pedro de Guzman Magugat MSC (* 14. April 1925 in Santa Maria; † 5. Mai 1990) war ein philippinischer römisch-katholischer Ordensgeistlicher und Bischof von Urdaneta.

## Leben
Pedro Magugat trat der Ordensgemeinschaft der Herz-Jesu-Missionare bei. Er legte am 8. Januar 1949 die zeitliche und am 8. Januar 1952 die ewige Profess ab. Magugat wurde am 14. September 1952 durch den Bischof von Toledo, George John Rehring, zum Diakon geweiht und empfing am 8. Dezember desselben Jahres das Sakrament der Priesterweihe.
Am 23. April 1979 ernannte ihn Papst Johannes Paul II. zum Titularbischof von Scilium und zum Weihbischof in Cabanatuan. Papst Johannes Paul II. spendete ihm am 27. Mai desselben Jahres im Petersdom die Bischofsweihe; Mitkonsekratoren waren der Substitut des Staatssekretariates des Heiligen Stuhls, Kurienerzbischof Eduardo Martínez Somalo, und der Sekretär der Kongregation für die Evangelisierung der Völker, Kurienerzbischof Duraisamy Simon Lourdusamy. Pedro Magugat wählte den Wahlspruch Deo servire populo sufficere („Es genügt den Menschen, Gott zu dienen“).
Papst Johannes Paul II. bestellte ihn am 9. Dezember 1981 zum Militärvikar der Philippinen. Am 22. April 1985 ernannte ihn Johannes Paul II. zum ersten Bischof von Urdaneta.